# Krassó-Szörény
Krassó-Szörény (hongrois : Krassó-Szörény ou Krassó-Szörény vármegye ; latin : comitatus Crassoviensis et Severinensis ; roumain : Comitatul Caraș-Severin ; serbe : Караш-Северин/Karaš-Severin) est un ancien comitat du royaume de Hongrie, situé dans le Banat.

## Nom et attributs

### Toponymie
Le comitat de Krassó-Szörény tire son nom de la rivière Caraș et de son ancienne capitale Severin (aux Portes de Fer, qu'elle contrôlait) qui elle-même titre son nom du mot bulgare северен (severen) signifient « septentrional » (par rapport à la Bulgarie).

## Localisation
Le comitat avait une superficie de 11 074 km2 pour une population de 466 147 habitants en 1910 (densité : 42,1 hab/km2). Il était situé dans les monts du Banat (Carpates occidentales roumaines) et parcouru par les vallées du Timiș et de la Cerna. Le Mureș formait sa limite nord et le Danube sa limite sud.
Il était limité au nord par le comitat de Arad, à l'est par le comitat de Hunyad, au sud par le royaume de Serbie et à l'ouest par le comitat de Temes.

## Histoire
Krassó-Szörény est formé en 1881 par la réunion du comitat de Krassó et l'ancien banat de Severin (Szörény), alors partie intégrante du banat de Temesvár. En 1920, lors du traité de Trianon, la plus grande partie de son territoire est attribuée à la Roumanie et une petite partie au royaume des Serbes, Croates et Slovènes.
Sa partie nord, avec la ville de Lugoj est désormais incluse dans le județ de Timiș, à l'exception d'une bande de 10 km de large le long du Mureș, qui fait partie du județ d'Arad. Le reste forme le județ de Caraș-Severin, à part la ville d'Orșova et ses alentours, qui appartiennent au județ de Mehedinți.

## Organisation administrative

### Districts
Le comitat de Krassó-Szörény était composé de deux districts urbains et de treize districts ruraux.
| District   | Chef-lieu  |
| ---------- | ---------- |
| Karánsebes | Karánsebes |
| Lugos      | Lugos      |

| District     | Chef-lieu    |
| ------------ | ------------ |
| Béga         | Bálinc       |
| Boksabánya   | Boksabánya   |
| Bozovics     | Bozovics     |
| Facsád       | Facsád       |
| Jám          | Iam          |
| Karánsebes   | Karánsebes   |
| Lugos        | Lugos        |
| Maros        | Marosberkes  |
| Oravicabánya | Oravicabánya |
| Resicabánya  | Resicabánya  |
| Temes        | Szákul       |
| Teregova     | Teregova     |
| Újmoldova    | Újmoldova    |

## Démographie
En 1900, le comitat compte 443 001 habitants dont 328 371 Roumains (74,12 %), 55 256 Allemands (12,47 %), 21 439 Hongrois (4,84 %), 13 138 Serbes (2,97 %), 3 831 Slovaques (0,86 %) et 20 966 personnes (4,73 %) ayant une autre nationalité (Tchèques, Tsiganes).
En 1910, le comitat compte 466 147 habitants dont 336 082 Roumains (72,10 %), 55 883 Allemands (11,99 %), 33 787 Hongrois (7,25 %), 14 674 Serbes (3,15 %), 2 908 Slovaques (0,62 %), 2 351 Ruthènes (0,50 %) et 20 462 personnes (4,39 %) ayant une autre nationalité (Tchèques, Juifs, Tsiganes).